# Phare d'Eagle Island
Le phare de Eagle Island (en anglais : Eagle Island Light) est un phare actif situé sur Eagle Island dans la baie de Penobscot, dans le Comté de Hancock (État du Maine).

## Histoire
Le phare a été mis en service en 1838 mais il a dû être démoli en raison de défauts physiques. Il a été reconstruit en 1858 et exploité par plusieurs familles au cours du siècle suivant.
En 1959, la lumière fut automatisée et, cinq ans plus tard, à la suite de violentes manifestations locales, la maison du gardien fut démolie et la cloche de brouillard fut retirée. Le personnel qui a retiré la cloche en a perdu le contrôle et celle-ci est tombée dans la baie. Un pêcheur de homard l’a récupéré quelques années plus tard et il est exposé sur l’île de Great Spruce Head Island (en). La tour pyramidale carrée en bois à signal de brouillard a été conservée
Aujourd'hui, le phare appartient à un organisme à but non lucratif qui permet l'accès du public et a restauré à la fois la lumière elle-même et le clocher pyramidal carré. Avec plusieurs autres phares dans le Maine, la croissance des arbres autour du phare a rendu son avenir problématique.

## Description
Le phare  est une tour circulaire en pierre de taille de granit, avec une galerie et une lanterne de 9 m de haut. La tour est peinte en blanc et la lanterne est noire. feu isophase Il émet, à une hauteur focale de 32,5 m, un éclat blanc de 0.6 seconde par période de 6 secondes. Sa portée est de 9 milles nautiques (environ 17 km).
Identifiant : ARLHS : USA-256 ; USCG : 1-3455 - Amirauté : J0078 .

### Lien connexe
- Liste des phares du Maine